# Kołatka (Świdwin)
Pour les articles homonymes, voir Kołatka.
Kołatka est une localité polonaise de la gmina rurale de Rąbino située dans le powiat de Świdwin en voïvodie de Poméranie-Occidentale. Elle se trouve à environ 15 km au nord-est de Świdwin et 103 km au nord-est de la capitale régionale Szczecin.

## Géographie

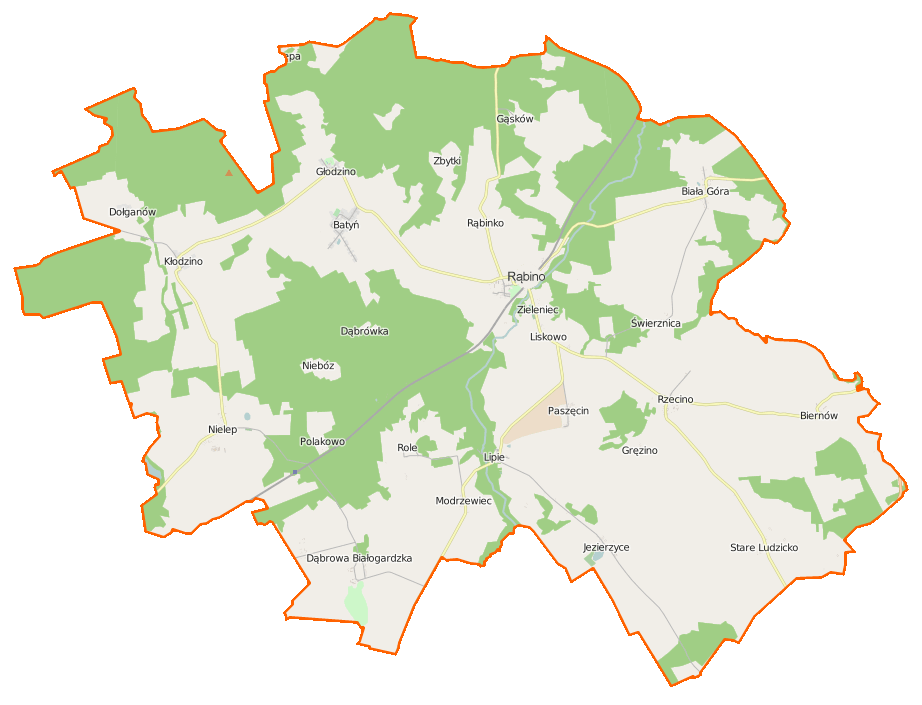
Carte de la gmina de Rąbino.